# Palais des congrès du Futuroscope
Pour les articles homonymes, voir Palais des congrès.
Le Palais des congrès du Futuroscope est un palais des congrès sur la technopole du Futuroscope à Chasseneuil-du-Poitou.

## Historique
Initiateur du Parc du Futuroscope ouvert en 1987, le Conseil général de la Vienne crée un premier palais des congrès en limite du Parc ouvert fin 1988. Devenu trop petit et absorbé au centre du parc d'attractions du fait de son expansion dans les années 1990, un nouveau palais des congrès de plus grande capacité est construit en 1995 plus à l'écart du parc, sur le Téléport 1 de la Technopole du Futuroscope. Le nouvel édifice est conçu par l'architecte Denis Laming, tout comme les pavillons du Futuroscope voisins et la précédente salle, ainsi que la plupart des bâtiments de la technopole. L'ancien palais des congrès au centre du Parc du Futuroscope est devenu en 1998 une attraction à part entière du Futuroscope, renommée théâtre Imagic où sont joués des spectacles de grande illusion.
Le Palais des congrès du Futuroscope abritait jusqu'en 2013 la Gamers Assembly et est l'arrivée du marathon Poitiers-Futuroscope.

## Description
Le Palais des congrès du Futuroscope dispose de 3 amphithéâtres de 1150, 300 et 150 places, d'un espace d'exposition de plain-pied de 1600 m², d'un hall sous verrière de 600 m², et d'un espace de restauration panoramique de 1150 m².

## Accès
Situé sur le Téléport 1 de la Technopole du Futuroscope, le Palais des congrès du Futuroscope est accessible par la D910 (ancienne Route nationale 10 (France métropolitaine)) et l'Autoroute A10 (France), par la Gare du Futuroscope et directement par les lignes N°1, 30 et E du réseau d'autobus de Poitiers Vitalis (arrêt Palais des Congrès).